# Parco Metropolitano Albarregas
Il parco metropolitano Albarregas (in spagnolo Parque Metropolitano Albarregas) è un parco urbano della città di Mérida (Venezuela) di 612 ettari di superficie e 22 km di lunghezza che si sviluppa lungo il corso principale del fiume Albarregas che rompe la continuità geografica della città dividendola in due ampie fasce: la banda occidentale e la banda orientale. È stato istituito nel 1970.
Lungo questo spazio spirano i venti che rinfrescano la città e smorzano i suoi marcati sbalzi termici, e si smaltiscono più del 70% delle acque di scarico prodotte dalla città. Sono state costruite peraltro tutte le connessioni stradali e pedonali che facilitano la mobilità urbana di Mérida e della sua area metropolitana.
I suoi quasi 400 ettari di terreni boschivi, oltre a dare una specifica identità al paesaggio della città, alloggiano una ricca e variegata biodiversità rappresentativa della foresta pluviale tropicale e degli ecosistemi della montagna alto-andina.